# Chlamydia trachomatis
Chlamydia trachomatis (chlamydia jaglicy) – najważniejszy epidemiologicznie i klinicznie gatunek bakterii z rodzaju Chlamydia. Różne szczepy są czynnikami etiologicznymi wielu zespołów chorobowych. Przenosi się drogą płciową, w czasie porodu lub przez bezpośredni kontakt z zakażoną osobą.
Chlamydie to atypowe bakterie wewnątrzkomórkowe. Mikroorganizmy te po wtargnięciu do organizmu przyczepiają się do komórek gospodarza, następnie wnikają do nich i tam się mnożą, a następnie rozprzestrzeniają drogą krwionośną. Najbardziej znane gatunki to Chlamydia trachomatis oraz Chlamydia pneumoniae. Chlamydia trachomatis są najczęstszym drobnoustrojem wywołującym stany zapalne żeńskich narządów płciowych, co w konsekwencji może prowadzić do niepłodności oraz niektórych powikłań ciąży.
Występuje około 15 serotypów:
- typy A, B, Ba, C – wywołują chorobę oczu jaglicę
- typy D-K są przyczyną nierzeżączkowego zapalenia cewki moczowej u mężczyzn i zapalenia szyjki macicy u kobiet, a także zapalenia spojówek i zapalenia płuc u noworodków
- typy L1, L2, L3 – odpowiadają za powstawanie ziarnicy wenerycznej.

## Choroby przenoszone drogą płciową
- ziarnica weneryczna
- niegonokokowe zapalenie cewki moczowej
- śluzowo-ropne zapalenie szyjki macicy

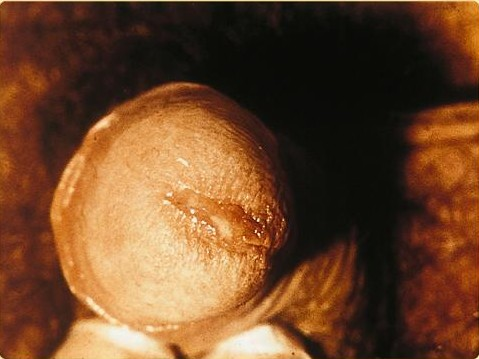
Zapalenie cewki moczowej u mężczyzny

Śluzowo-ropne zapalenie szyjki macicy

## Objawy
Infekcja najczęściej pozostaje bezobjawowa, lecz może też powodować zapalenie cewki moczowej, zapalenie najądrzy i zapalenie gruczołu krokowego u mężczyzn, a u kobiet prawie w 50% jest przyczyną nadżerki szyjki macicy, cyst i zapalenia gruczołów Bartholina, zapalenia jajowodów, wtórnej bezpłodności oraz zapalenia okołowątrobowego. U noworodków narodzonych z kobiet z chlamydiowym zapaleniem szyjki macicy występować mogą: zapalenie gałki ocznej lub zapalenie spojówek i zapalenie płuc.
Dodatkowo u dorosłych z przewlekłą infekcją Chlamydia trachomatis występować mogą inne zapalenia typu: zapalenie stawów czy zapalenie gardzieli oraz reaktywne zapalenie stawów. Niekiedy objawy chorobowe w swoim przebiegu łudząco przypominają reumatoidalne zapalenie stawów i są z nim mylone, zwłaszcza na początku choroby.
Zakażenie Chlamydia trachomatis uznawane jest za chorobę przenoszoną drogą płciową, gdyż dochodzi do niego najczęściej poprzez stosunki płciowe z zakażonym partnerem. Drobnoustroje dostają się do organizmu poprzez uszkodzoną skórę oraz błony śluzowe. Najbardziej narażone na infekcję chlamydiami są osoby młode, prowadzące aktywne życie seksualne oraz wykazujące zachowania seksualne dużego ryzyka (częsta zmiana partnera, nieużywanie prezerwatyw). Częściej stwierdzane są również u kobiet stosujących doustne środki antykoncepcyjne. Obserwuje się czasem rodzinne występowanie tej infekcji u dwóch, trzech osób, zwłaszcza przy nawrocie tej choroby u jednej z nich, mimo przebytego leczenia.
Pomimo iż rozpoznawalność zakażenia chlamydialnego w ostatnich latach znacznie wzrosła, to szacuje się, iż choroba ta występuje o wiele częściej niż jest diagnozowana. Wynika to z faktu, że bakterie te mogą przebywać w organizmie przez wiele lat w stanie uśpienia i nie dawać żadnych objawów chorobowych. W niektórych przypadkach objawy kliniczne wywołane przez Chlamydia trachomatis w znacznym stopniu przypominają zakażenie dwoinką rzeżączki. Dlatego prawidłowe rozpoznanie choroby jest bardzo trudne i w związku z tym rzadko stawiana jest trafna diagnoza. Nieleczone zakażenie może mieć bardzo poważne następstwa.
Podczas uaktywnienia się chlamydii i ich znacznego namnożenia czasami mogą pojawić się objawy kliniczne, które w wielu przypadkach są bardzo zbliżone do objawów występujących w innych jednostkach chorobowych. Najczęściej są to objawy ze strony układu moczowego takie jak częstomocz czy pieczenie i ból podczas oddawania moczu. U kobiet występuje często nasilona wydzielina z pochwy, która zwykle pojawia się 7-14 dni po kontakcie z bakterią Chlamydia. Inne objawy to krwawienie z pochwy i krwawienie po stosunku. Mogą również pojawiać się przewlekłe bóle miednicy małej, nawracające stany zapalne narządu rodnego, krwawienia międzymiesiączkowe, ból podczas stosunków płciowych czy też śluzowo-ropne upławy i inne. U mężczyzn mogą pojawić się stany zapalne cewki moczowej oraz najądrzy. Ze względu na to, iż u kobiet chlamydia najczęściej umiejscawia się w nabłonku gruczołowym kanału szyjki macicy, przy dłuższym utrzymywaniu się infekcji może dojść do powstania nadżerki szyjki macicy oraz raka narządu rodnego. W niektórych przypadkach mogą pojawić się na szyjce macicy punktowe wybroczyny z niewielkimi ropniakami, co widoczne jest podczas badania ginekologicznego we wziernikach. Podejrzenie zakażenia chlamydią występuje również w przypadku kobiet z ropną wydzieliną z szyjki macicy oraz ze skłonnościami do krwawień szyjki. Bardzo często drobnoustroje te są także przyczyną zapalenia gruczołu Bartholina oraz błony śluzowej macicy (endometrium).

## Zakażenie a ciąża
Coraz częściej zakażenia chlamydiami są rozpoznawane podczas poszukiwania przyczyny niemożności zajścia w ciążę lub jej donoszenia. Poprzez przemieszczanie się zakażenia, chlamydia trachomatis może być powodem stanów zapalnych szyjki macicy, jak również górnego odcinka wewnętrznych narządów płciowych np. jajowodów czy jajników. Przenoszeniu zakażenia z dolnych do górnych odcinków narządu rodnego sprzyjają np. irygacje pochwy, częste stany zapalne pochwy i inne. Przewlekłe i nawracające stany zapalne narządów miednicy mniejszej, jak również uszkodzenia błony śluzowej jajowodów wywołane chlamydiami mogą powodować liczne zrosty, ropnie lub też inne nieprawidłowości, zwiększając ryzyko niepłodności oraz ciąży pozamacicznej. Zakażenia endometrium mogą być natomiast przyczyną trudności w prawidłowej implantacji zapłodnionej komórki jajowej, zwiększając ryzyko poronień samoistnych. Zmniejsza się także szansa powodzenia zapłodnień pozaustrojowych. Zakażenie to dla kobiet w ciąży jest szczególnie niebezpieczne. Częściej bowiem zdarzają się takie powikłania ciąży jak przedwczesne pęknięcia pęcherza płodowego, poród przedwczesny, czy też hypotrofia płodu. Chlamydioza u ciężarnej jest groźna również ze względu na możliwość przeniesienia zakażenia na noworodka. Ryzyko takie sięga nawet 80%, przede wszystkim w przypadku zakażeń kanału szyjki macicy i porodzie drogą pochwową, choć znane są nieliczne przypadki zakażeń chlamydią u noworodków urodzonych drogą cięcia cesarskiego przy zachowanych wodach płodowych. U noworodków zakażenie najczęściej objawia się zapaleniem gałki ocznej, spojówek lub płuc. Dzieci matek zakażonych częściej rodzą się z niską masą urodzeniową. W okresie poporodowym u zakażonych kobiet częściej występują powikłania tj. zapalenie błony śluzowej macicy.

## Diagnostyka
Rozpoznanie infekcji jest bardzo trudne i wymaga bardzo specjalistycznych i kosztownych badań. Obecnie stosunkowo niewiele jest w Polsce laboratoriów wykonujących badania na obecność chlamydii. Pełna diagnostyka zakażenia Chlamydia trachomatis najczęściej polega na oznaczeniu poziomu immunoglobulin IgM i IgG we krwi w laboratorium diagnostyki molekularnej, jak również stwierdzeniu obecności drobnoustrojów w wymazie pobranym z miejsca podejrzanego o ich bytowanie. Najczęściej wymaz pobiera się specjalną szczoteczką na pożywkę transportową, ze zmian na sromie, z szyjki macicy lub ujścia cewki moczowej.
Chlamydia wykrywane są:
- w hodowli komórkowej – czułość wynosi około 80% (czasami uzyskuje się fałszywie ujemne wyniki badania, co jest spowodowane obumarciem komórek w czasie transportu); wymaga niskiej temperatury transportu;
- metodami immunofluorescencji bezpośredniej (DFA) – czułość wynosi około 80%; materiał utrwalony na szkiełku podstawowym ogląda się pod mikroskopem;
- metodą immunoenzymatyczną (EIA) – czułość wynosi około 90%; do badania wykorzystuje się metody spektrofotometryczne;
- na podstawie testów enzymatycznych – charakteryzują się niską czułością, jednak mogą być wykonywane bezpośrednio w gabinecie lekarskim za pomocą testów płytkowych;
- metodami opartymi na wykrywaniu DNA (PCR, LCR) – czułość wynosi do 98%, wykonywane z wymazu z szyjki macicy lub przedsionka pochwy albo próbki moczu.

## Leczenie
Leczenie zakażeń chlamydialnych polega przede wszystkim na podawaniu antybiotyków. Najczęściej w terapii stosuje się doksycyklinę lub azytromycynę. Azytromycyna jest lekiem z wyboru i stosuje się ją najczęściej w dawce jednorazowej – 1 g doustnie. Doksycyklinę stosuje się w dawce 100 mg dwa razy dziennie co 12 godzin przez co najmniej 7 dni. Skuteczne leczenie chlamydiozy polega na równoczesnej antybiotykoterapii obojga partnerów seksualnych. W innym przypadku dochodzi do ponownego zakażenia i wówczas leczenie nie daje żadnych rezultatów. Po 5-6 tygodniach od zakończenia antybiotykoterapii wskazane jest ponowne wykonanie badań w celu potwierdzenia całkowitego wyleczenia. Jest to czas, podczas którego bakteria powinna zostać wyeliminowana z organizmu. Wcześniejsze wykonanie testu może dać wynik pozytywny.

## Profilaktyka zakażenia
Coraz wcześniejszy wiek rozpoczęcia życia seksualnego przez młodzież oraz nie w pełni wykształcony układ odpornościowy w tej grupie osób sprzyja szerzeniu się zakażeń chlamydialnych. Ograniczenie liczby partnerów seksualnych, jak również odpowiednie zabezpieczenie w postaci prezerwatywy znacznie ogranicza ryzyko zakażenia chlamydią. W przypadku nawet najmniejszego podejrzenia zakażenia wykonanie odpowiednich testów na obecność drobnoustroju jest bardzo ważne. Ma to istotne znaczenie nie tylko ze względu na to, iż osoby nieświadome zakażenia przyczyniają się do przenoszenia go na swoich partnerów seksualnych, ale również, w przypadku kobiet ciężarnych, na swoje dzieci. Przebycie zakażenia nie powoduje uodpornienia na tę chorobę. Pomimo że chlamydioza uznawana jest za chorobę przenoszoną drogą płciową, nie oznacza to, iż objawy chorobowe występują wyłącznie w obrębie narządu płciowego. Poprzez rozprzestrzenianie się bakterii możliwe jest ich wtargnięcie w różne narządy. Mogą one tam przebywać przez wiele lat i dawać niejednoznaczne objawy, które łatwo przeoczyć. Chlamydie mogą powodować bóle i zapalenia stawów, zmiany w układzie nerwowym, spadek odporności, różnego rodzaju schorzenia naczyń, jak również astmę czy skłonności alergiczne. Rozprzestrzenienie się zakażenia może również być przyczyną zapalenia okołowątrobowego objawiającego się bólami brzucha, które najczęściej są kojarzone z zapaleniem pęcherzyka żółciowego lub trzustki.
Liczba rozpoznawanych zakażeń Chlamydia trachomatis z roku na rok znacznie wzrasta. W 2008 r. np. w Wlk. Brytanii odnotowano ponad 200 tys. zachorowań u osób w wieku 15-24. Również wzrost zachorowań odnotowują agencje rządowe w USA. Wzrastające liczby wynikają prawdopodobnie nie tylko z rozprzestrzeniania się choroby, ale również z coraz nowocześniejszych metod wykrywalności drobnoustroju, jak również lepszego dostępu do testów diagnostycznych.